# Sam Claflin
Samuel George „Sam“ Claflin (* 27. června 1986, Ipswich, Anglie, Spojené království) je britský herec.
Mezi jeho nejznámější role patří Philip Swift ve filmu Piráti z Karibiku: Na vlnách podivna, William ve Sněhurce a lovci či Finnick Odair ve filmech Hunger Games: Vražedná pomsta, Hunger Games: Síla vzdoru 1. část a Hunger Games: Síla vzdoru 2. část. V roce 2014 ztvárnil Alexe ve filmu S láskou, Rosie a o dva roky později Willa ve snímku Než jsem tě poznala.

## Životopis
Narodil se v Anglii, v městě Ipswich. Jeho otec Mark je účetní a finanční manažer pro charitativní rozhlasovou stanici a jeho matka Sue je třídní asistentka. Má tři bratry. Jeho mladší bratr Joseph je také herec.
Navštěvoval střední školu Costessey High v Norwichi a byl členem školního fotbalového družstva. Původně chtěl být profesionálním hráčem fotbalu, ale vážný úraz kotníku mu tento plán překazil.
V roce 2003 začal studovat múzická umění na Norwich City College a poté vystudoval Londýnskou akademii hudebních a dramatických umění.

## Kariéra
V roce 2010 se objevil v televizních seriálech Pilíře Země a Any Human Heart. V dubnu 2010 byl obsazen do role Phillipa Swifta do filmu Piráti z Karibiku: Na vlnách podivna, čtvrtém pokračování filmové série Piráti z Karibiku.
V březnu 2011 byl obsazen do role Thomase do filmu The Seventh Son, ale z neznámých důvodů z filmu vypadl a nahradil ho Ben Barnes. V dubnu 2011 ztvárnil roli fotbalisty Duncana Edwardse v televizním dramatu BBC, United, které se točí ohledně leteckého neštěstí v Mnichově v roce 1958, ve kterém byl Edwards smrtelně zraněn. Hrál vedlejší roli Williama, Sněhurčina kamaráda z dětství, ve filmu Sněhurka a lovec, z roku 2012. Za roli získal nominaci na cenu Teen Choice Awards. V květnu 2012 byl obsazen do hlavní role ve snímku Tichý experiment.
V srpnu 2012 byl potvrzen do role Finnicka Odaira v pokračování filmu Hunger Games, s názvem Hunger Games: Vražedná pomsta. Premiéra filmu se konala v listopadu roku 2013 a od kritiků obdržel za roli pozitivní ohlas. Finnicka si znovu zahrál v pokračování filmu Hunger Games: Síla vzdoru 1.část. Film měl premiéru v listopadu roku 2014 a poslední film z filmové série Hunger Games: Síla vzdoru 2. část měl premiéru v listopadu roku 2015.
V únoru roku 2013 bylo oznámeno, že získal roli Alexe v filmové adaptaci stejnojmenné novely do Cecelie Ahern S láskou, Rosie. Následující měsíc se objevil v televizním filmu Smrt si říká malárie jako Ben, po boku Hilary Swank. Film vysílala stanice BBC One.

## Osobní život
V roce 2011 začal chodit s britskou herečkou Laurou Haddock. Po dvou letech dlouhých zásnub se pár v červenci roku 2013 vzal. Jejich první syn se narodil v prosinci 2015 a dcera se jim narodila v roce 2018. V roce 2019 se s manželkou Laurou Haddock rozvedli.

## Filmografie

### Film
| Rok  | Název                                | Role               | Poznámky |
| ---- | ------------------------------------ | ------------------ | -------- |
| 2011 | Piráti z Karibiku: Na vlnách podivna | Philip Swift       |          |
| 2012 | Sněhurka a lovec                     | William            |          |
| 2013 | Hunger Games: Vražedná pomsta        | Finnick Odair      |          |
| 2014 | Tichý experiment                     | Brian McNeil       |          |
| 2014 | S láskou, Rosie                      | Alex Stewart       |          |
| 2014 | Klub výtržníků                       | Alistair Ryle      |          |
| 2014 | Hunger Games: Síla vzdoru 1. část    | Finnick Odair      |          |
| 2015 | Hunger Games: Síla vzdoru 2. část    | Finnick Odair      |          |
| 2016 | Lovec: Zimní válka                   | William            |          |
| 2016 | Než jsem tě poznala                  | William Traynor    |          |
| 2016 | Jejich nejlepší hodina a půl         | Buckley            |          |
| 2017 | Moje sestřenice Rachel               | Philip Ashley      |          |
| 2017 | Na konci cesty                       | kapitán Stanhope   |          |
| 2018 | The Nightingale                      | Hawkins            |          |
| 2018 | Než přišla bouře                     | Richard Sharp      |          |
| 2019 | The Corrupted                        | Liam               |          |
| 2019 | Charlieho andílci                    | Alexander Brok     |          |
| 2019 | Červený střevíček a sedm statečných  | Merlin (hlas)      |          |
| 2020 | Láska, svatba, zas a znova           | Jack               |          |
| 2020 | Enola Holmesová                      | Mycroft Holmes     |          |
| 2021 | Poslední noc v Soho                  | mladý det. Lindsey | cameo    |
| 2021 | Každý tvůj nádech                    | James Flagg        |          |
| 2021 | Charlotte                            | Alex Nagler (hlas) |          |
| 2022 | V citlivém překladu                  | Henry Copper       |          |

### Televize
| Rok       | Název                 | Role                    | Poznámky          |
| --------- | --------------------- | ----------------------- | ----------------- |
| 2010      | Pilíře Země           | Richard                 | minisérie, 8 dílů |
| 2010      | Ztracená budoucnost   | Kaleb                   | Televizní film    |
| 2010      | Any Human Heart       | mladý Logan Mountstuart | minisérie, 4 díly |
| 2011      | United                | Duncan Edwards          | Televizní film    |
| 2012      | White Heat            | mladý Jack Walsh        | minisérie, 6 dílů |
| 2013      | Smrt si říká malárie  | Ben                     | Televizní film    |
| 2019–2022 | Gangy z Birminghamu   | Oswald Mosley           | vedlejší role     |
| 2021      | Daisy Jones & The Six | Billy Dunne             | minisérie         |